# Serge Denis
Pour les articles homonymes, voir Denis.
Serge Denis, né à Colombes le 7 avril 1906 et mort à Besançon le 18 mars 1980, est un footballeur français évoluant au poste d'ailier gauche.

## Carrière
Serge Denis évolue à l'Association Football de La Garenne-Colombes de 1924 à 1925. Durant cette saison, il connaît sa première et unique sélection en équipe de France de football. Il affronte sous le maillot bleu lors d'un match amical la Belgique, le 11 novembre 1924. Les Belges s'imposent sur le score de 3-0.